# Billy Dixon (cầu thủ bóng đá, sinh năm 1905)
William Harrison Dixon (6 tháng 5 năm 1905 – 23 tháng 2 năm 1956) là một cầu thủ bóng đá người Anh thi đấu ở vị trí wing half.